# باغ سنگی (سربیشه)
باغ سنگی یک روستا در ایران است که در دهستان درح شهرستان سربیشه واقع شده‌است. باغ سنگی ۱۰۹ نفر جمعیت دارد.